# 마이키 이야기 3
《마이키 이야기 3》(영어: Look Who's Talking Now!)은 미국에서 제작된 톰 로펄루스키 감독의 1993년 로맨틱 코미디 영화이다. 《마이키 이야기 2》(1990)의 속편이자 마이키 이야기 시리즈 세 번째 작품이다. 존 트러볼타, 커스티 앨리 등이 출연하였고, 조너선 D. 크레인 등이 제작에 참여하였다.

## 출연진
- 존 트러볼타
- 커스티 앨리
- 데이비드 갤러거
- 태비사 루피언
- 올림피아 두카키스
- 리젯 앤서니
- 조지 시걸
- 찰스 바클리
- 대니 더비토
- 다이앤 키턴
- 로드니 솔즈베리

## 기타 제작진
- 공동 제작: 피치 케이디, 에이미 헤컬링
- 배역: 미셸 앨런, 린 캐로
- 미술: 마이클 볼턴
- 의상: 몰리 매기니스, 메리 E. 매클라우드

## 같이 보기
- 크리스마스 영화 목록